# Плотникова, Ольга Анатольевна
О́льга Анато́льевна Пло́тникова (род. 4 марта 1974, Москва) — российский историк, экономист, доктор исторических наук, кандидат экономических наук. Области научных интересов: история России, история древнерусской литературы, история культуры, этнография, мировая экономика.

## Биография
В 1997 году окончила Московский педагогический государственный университет. В 1999 году окончила Межотраслевой институт повышения квалификации кадров при Московском государственном техническом университете им. Н. Э. Баумана.
С 1998 года работала в Московской гуманитарно-социальной академии — Московском гуманитарном университете. С 2007 г. по 2009 г. — заведующая кафедрой мировой экономики и международных экономических отношений Московского гуманитарного университета. С 2009 г. по 2012 г. декан факультета управления, руководитель школы MBA Московского университета им. С. Ю. Витте. В дальнейшем — на кафедре истории Московского гуманитарного университета. Один из руководителей исследования «Влияние исторических фальсификаций и мифов на сознание и социальное поведение современной российской молодежи».
В 2004 году в МПГУ защитила кандидатскую диссертацию по историческим наукам «Становление и развитие властных структур в Древнерусском обществе IX—XII века». В 2005 году в Московском гуманитарном университете защитила кандидатскую диссертацию по экономике «Малое предпринимательство как фактор экономического роста в России». В 2005 году присвоено ученое звание доцента. В 2009 году в Московском гуманитарном университете защитила докторскую диссертацию по историческим наукам «Генезис и легитимизация института княжеской власти в древнерусском обществе VI — XII вв.»
Заместитель Председателя Историко-просветительского общества «Радетель». Член редколлегии журнала «Социальные исследования» и ежегодного альманаха «Историческое обозрение».

## Награды
- Серебряная медаль им. Н. Н. Моисеева «За заслуги в образовании и науке» (2007) и др.

## Основные работы
Автор более 130 научных, научно-популярных и учебных публикаций, в том числе следующие:
Научные и научно-популярные монографии
- Плотникова О. А. Малое предпринимательство и его роль в обеспечении развития национальной экономики Российской Федерации. М., 2004.
- Плотникова О. А. Становление и развитие властных структур в древнерусском обществе IX—XII вв. М., 2005.
- Плотникова О. А. Смысл и значение «Поучения» Владимира Мономаха". М., 2005.
- Плотникова О. А. Князь в системе социально-политических отношений древнерусского общества VI—XII веков: принципы властвования. М., 2006.
- Плотникова О. А. Кристаллизация княжеской власти на этапах становления и развития древнерусского общества. М., 2007.
- Плотникова О. А. Историография и источники по социально-политической истории древнерусского общества. М., 2008.
- Плотникова О. А. Княжеская власть и закон на Руси X—XII вв.: оформление системы престолонаследия. М., 2008.
- Плотникова О. А. Легитимизация власти на этапе становления и укрепления династии русских князей. М., 2008.
- Плотникова О. А. Генезис и легитимизация института княжеской власти в древнерусском обществе VI—XII вв. М., 2010.
- Плотникова О. А. Управление инвестиционной политикой предприятий в теории и практике мировой экономики. М., 2008.
- Плотникова О. А. Теоретические подходы к исследованию проблемы набора, отбора и профессиональной адаптации преподавательских кадров ВУЗа. М., 2009.
- Плотникова О. А. Мотивация профессорско-преподавательского состава ВУЗа, как фактор повышения эффективности учебного процесса. М., 2010.
- Плотникова О. А. Россия в центро-периферической модели мировой экономики. М., 2010, грант РГНФ, в соавторстве.
- Плотникова О. А. Проблемы мотивации и нематериального стимулирования профессорско-преподавательского персонала ВУЗа. М., 2010.
- Плотникова О. А. Повышение эффективности управления профессорско-преподавательским составом, как фактор конкурентоспособности вуза. М., 2011.
- Плотникова О. А., Алексеев С. В., Ручкин Б. А. и др. Историческое сознание российской молодёжи. М.: Московский гуманитарный университет. 2015.
- Плотникова О. А. Дмитрий Донской. М.: Комсомольская правда, 2015. Тир. 5000 экз.
- Плотникова О. А. Рождение русской словесности. М.: Вече, 2015. Тир. 2000 экз.
- Плотникова О. А., Алексеев С. В. Эта неизвестная Куликовская битва. М.: Историко-просветительское общество «Радетель». 2015.
- Плотникова О. А. Боги и герои Древней Руси. М.: Вече, 2016. Тир. 2000 экз.
- Алексеев С. В., Плотникова О. А. От предания к литературе: Устная историко-эпическая традиция в древнейших памятниках славянской словесности. М. : Академический проект, 2021.

Статьи в рецензируемых научных изданиях, доклады, главы в монографиях
- Плотникова О. А. Порядок наследования власти в древнерусском государстве // Власть. 2007. № 10. С. 107—110.
- Плотникова О. А. Развитие центров локализации княжеской власти в свете киевской и новгородской концепций: система властвования // История государства и права. 2008. № 10. С.25-27.
- Плотникова О. А. Система властвования на Руси через призму ментальности // История государства и права. 2008. № 11. С. 39-40.
- Плотникова О. А. Основные этапы оформления десигнации власти княжеского рода // История государства и права. 2008. № 17. С. 17-19.
- Плотникова О. А. Становление института княжеской власти в Древней Руси // Власть. 2008. № 11. С. 133—137.
- Плотникова О. А. Проблема легитимности княжеской власти в средневековом обществе // Власть. 2008. № 12. С. 234—128.
- Плотникова О. А., Алексеев С. В. Мечты о Новом Иерусалиме. Христианское обоснование власти: Византия, Болгария, Русь // Родина. № 5. 2012. С.51-52.
- Плотникова О. А. Конкурентоспособность образовательных услуг коммерческих вузов // Проблемы исторического образования. IX Международная научная конференция «Высшее образование для XXI века».- Доклады и материалы. М.: Изд-во МосГУ, 2012. С.52-62.
- Плотникова О. А. Исторические мифы и сознание современной молодежи // Мифы и история. X Международная научная конференция «Высшее образование для XXI века». Доклады и материалы. М.: Изд-во МосГУ, 2013. С.18-24.
- Плотникова О. А. Печальник земли Русской: Благословение преподобного Сергия великому князю Дмитрию Ивановичу // Родина. № 5. 2014. С.50-53.
- Плотникова О. А., Алексеев С. В. Историческая наука сегодня: в тенетах политики и рынка // Россия. XX век. История. Мифы. Память : коллективная монография. М.: Изд-во Московского гуманитарного университета, 2014. С. 6-23.
- Плотникова О. А., Алексеев С. В. Мифы и фальсификации в российской истории // Знание. Понимание. Умение. № 1. 2015. С. 162—171.
- Плотникова О. А., Алексеев С. В. Между учебником и Интернетом: Об историческом знании современной российской молодежи // Родина. № 6. 2015. С.132-134.
- Плотникова О. А., Алексеев С. В. Владимир Святославич. Святой. Красное Солнышко // Родина. № 7. 2015. С. 10-15.
- Плотникова О. А. История одного мифа: Легенда династии Рюриковичей // Гуманитарные науки. Вестник Финансового университета. № 3. 2015.
- Плотникова О. А. Куликовская битва в исследовательском поле: возможности новых подходов // Проблемы исторического образования. XII Международная научная конференция «Высшее образование для XXI века».- Доклады и материалы. М.: Изд-во МосГУ, 2015. С.24-30.
- Плотникова О.А. Елена Глинская. Мать Ивана Грозного // Родина. 2016. № 12. С. 28–30.
- Алексеев С.В., Плотникова О.А. Отражение эпоса и преданий в древнейших памятниках славяноязычной литературы: к методологии выявления // Знание. Понимание. Умение. №3. 2017. С. 226–235.
- Плотникова О.А. К вопросу о роли и значении фольклорных элементов в составе древнерусских исторических повествований // Электронный научно-образовательный журнал «История». Вып. 6(70). 2018.